# سمندر پوزه‌بیلچه‌ای
سمندر پوزه‌بیلچه‌ای (نام علمی: Desmognathus marmoratus) نام یک گونه از تیره سمندر بی‌شش است.